# 鈴木隆 (銀行家)
鈴木 隆（すずき たかし、1954年（昭和29年）1月20日 - ）は日本の銀行家、実業家。仙台銀行取締役会長。

## 来歴・人物
宮城県仙台市出身。1977年、成蹊大学文学部卒業後、振興相互銀行（現在の仙台銀行）に入行。
推進部副部長や営業課長などを歴任。2003年には取締役に選任され、2009年に代表取締役常務となる。
2012年、仙台銀行ときらやか銀行の経営統合でじもとホールディングスが発足すると、同社の取締役も兼任する。
2013年、三井精一の後任として、仙台銀行頭取およびじもとHD会長に就任する。
2021年、粟野学がじもとHD社長から退いたことに伴い、社長となった。
2024年9月、きらやか銀行が2024年3月期に大幅赤字に転落し、9月末に迫った200億円の公的資金の返済が困難となったことから経営責任をとり、じもとHD社長を辞任する。またこれに先立って、6月、仙台銀行の代表権のない会長に退いたが、鈴木は記者会見で「仙台銀は12期連続の黒字決算で、引責辞任ではない」と述べた。

## 経歴
- 1977年（昭和52年）
  - 4月：振興相互銀行（現・仙台銀行）入行
- 2000年（平成12年）
  - 4月：仙台銀行推進部統括課長兼開発課長
- 2003年（平成15年）
  - 4月：同行推進部副部長兼個人営業課長
  - 6月:同行取締役融資部長
- 2005年（平成17年）
  - 6月：同行取締役企画部長
- 2007年（平成19年）
  - 6月：同行常務取締役総務部長
- 2009年（平成21年）
  - 6月：同行代表取締役常務
- 2012年（平成24年）
  - 10月：じもとホールディングス取締役
- 2013年（平成25年）
  - 6月：同社代表取締役会長
  - 6月：仙台銀行代表取締役頭取
- 2021年（令和3年）
  - 6月：じもとホールディングス代表取締役社長
- 2024年（令和6年）
  - 6月：仙台銀行取締役会長
  - 9月：じもとホールディングス代表取締役社長を辞任